# 김수 (1975년)
김수(金秀, 1975년 ~ )는 대한민국의 과학자이다. 황우석 박사 연구팀의 핵치환전문가이며 복제돼지 줄기세포 연구로 박사 과정을 밟았다.